# Comete (Zoda)
Comete è un singolo del rapper italiano Zoda, pubblicato il 1º marzo 2019 come secondo estratto dal primo album in studio Ufo.

## Descrizione
Prodotto da Sick Luke, vanta la collaborazione del ex-membro del collettivo Dark Polo Gang Side Baby.

## Tracce
Testi di Daniele Sodano, Arturo Bruni, musiche di Luca Antonio Barker.
1. Comete – 2:24